# Platymetopius jasudicus
Platymetopius jasudicus är en insektsart som beskrevs av Dlabola 1981. Platymetopius jasudicus ingår i släktet Platymetopius och familjen dvärgstritar. Inga underarter finns listade i Catalogue of Life.